# Fire Emblem: Three Houses
Fire Emblem: Three Houses (ファイアーエムブレム 風花雪月?, Faiā Emuburemu: Fūkasetsugetsu) è un videogioco di ruolo sviluppato da Intelligent Systems e Koei Tecmo per Nintendo Switch e pubblicato in tutto il mondo da Nintendo il 26 luglio 2019. È il sedicesimo capitolo della serie Fire Emblem e il primo sviluppato per console domestiche dopo Fire Emblem: Radiant Dawn, pubblicato nel 2007.
Three Houses è ambientato nell'immaginario continente del Fódlan, diviso politicamente fra tre grandi Stati rivali ma unito culturalmente da una religione monoteista chiamata Chiesa di Seiros; tale istituzione ha il suo centro nevralgico nel monastero del Garreg Mach, sede di un'accademia militare aperta a giovani di tutto il Fódlan. Il giocatore assume il ruolo di Byleth Eisner, un ex mercenario dal passato misterioso e nuovo professore dell'accademia, deve scegliere una delle tre classi dell'istituto e addestrarne gli studenti attraverso una serie di battaglie. Il gioco mantiene il gameplay tattico a turni dei precedenti titoli Fire Emblem, incorporando la simulazione sociale e gli elementi di gestione del tempo.
Il gioco è stato reso disponibile nel 2019 e ha ricevuto recensioni generalmente favorevoli: i critici hanno infatti elogiato l'integrazione del sistema scolastico, la narrativa, dei personaggi, della colonna sonora e della rigiocabilità. Alcune critiche sono state però rivolte alla difficoltà inferiore del gioco rispetto ai titoli precedenti, nonché ad alcuni problemi visivi e tecnici. Il gioco ha vinto il premio Miglior gioco di strategia e il Player's Voice Award ai The Game Awards 2019. A marzo 2020, il gioco ha venduto 2,87 milioni di copie in tutto il mondo, diventando così il singolo gioco più venduto della serie.

## Sinossi

### Ambientazione e personaggi
Three Houses si svolge su un pianeta immaginario simile alla Terra e in particolare nel continente del Fòdlan, modellato sull'Europa medievale. Politicamente il Fòdlan è diviso in tre Stati: l'area meridionale appartiene all'Impero Adrestiano, una monarchia assoluta amministrata da una complessa burocrazia di corte, nel Nord-Ovest sorge il Sacro Regno di Faerghus, uno Stato feudale basato sui benefici vassallatici, e a Est si trova l'Alleanza del Leicester, un'oligarchia governata collegialmente da una "Tavola Rotonda" di patrizi; al centro esatto del continente si trova poi un piccolo principato teocratico retto dall'Arcivescova della Chiesa di Seiros, la religione ufficiale del continente. Secondo la dottrina della Chiesa il Fòdlan è stato creato da una Dea Progenitrice che donò a un certo numero di famiglie nobili dei poteri magici genetici, espressi da voglie chiamate Segni, e delle armi fatate di immensa potenza, le Reliquie; ben presto però l'antico Fòdlan sprofondò in guerre costanti fra le varie dinastie dotate di Segni, pertanto la Dea incaricò una profetessa chiama Seiros di riportare la pace. Seiros uccise personalmente il più feroce dei signori della guerra fòdlani, Nemesis detto "Re della Liberazione", e fondò sia la Chiesa sia l'Impero per garantire l'unità del continente; nel corso dei successivi mille anni tumulti interni causarono la secessione dall'Adrestia prima del Faerghus e poi del Leicester e la Chiesa si prodigò per mantenere la pace fra le tre nazioni, in particolare creando entro il monastero fortificato del Garreg Mach (residenza dell'arcivescova) l'Accademia Ufficiali, una scuola militare aperta alla nobiltà di tutto il continente – di fatto uno spazio neutrale per promuovere intese diplomatiche grazie alla mediazione del clero. 
Negli anni immediatamente precedenti all'inizio del gioco, la situazione politica del Fòdlan si è fortemente destabilizzata: l'imperatore adrestiano Ionius IX è stato esautorato dei propri poteri da una congiura di sette nobili capeggiata dal granduca Volkhard von Arundel, fratello di una delle concubine imperiali, trasformando il paese in una cleptocrazia; i disordini entro l'Impero sono tracimati nell'Alleanza, esacerbando le tensioni fra le casate indipendentiste e quelle filo-imperiali; il re Lambert del Faerghus e gran parte della sua corte sono stati assassinati durante una visita diplomatica nella regione semi-autonoma del Duscur, il che ha comportato l'instaurarsi di una debole reggenza del granduca Rufus, fratello del re defunto, e un banditismo dilagante.

### Trama
Il giocatore veste i panni di Byleth Eisner, figlio o figlia (a discrezione dell'utente) e braccio destro del celebre capitano di ventura Jeralt Eisner, già comandante dei cavalieri templari di Seiros. Nel prologo del gioco Jeralt e Byleth salvano da dei banditi tre studenti dell'accademia Ufficiali del Garreg Mach, che si rivelano essere i futuri capi delle tre nazioni fòdlane: la principessa imperiale Edelgard von Hresvelg, il re faerghusiano ancora minorenne Dimitri Alexandre Blaiddyd, e il duca leicesteriano Claude von Riegan, erede della famiglia che per tradizione presiede la Tavola Rotonda. La compagnia mercenaria riconduce i ragazzi al Garreg Mach, dove l'arcivescova Rhea chiede e ottiene che Jeralt si riunisca ai cavalieri di Seiros e Byleth divenga docente dell'Accademia Ufficiali; il giocatore deve quindi scegliere se insegnare alla classe di studenti adrestiani, le Aquile Nere, a quella dei faerghusiani, i Leoni Blu, o a quella dei leicesteriani, i Cervi Dorati. Nel corso di questi eventi Byleth scopre di vivere in simbiosi con lo spirito di una maga chiamata Sothis, con la quale si consulta in sogno o in soliloqui interiori.
Dopo la scelta della classe la vicenda si articola fra un primo atto chiamato Fase dell'Accademia, simile per tutte le tre classi, e un secondo atto chiamato Fase di Guerra, che varia in base alla fazione prescelta.

#### Nubi Bianche (Fase dell'Accademia)
Nella prima parte del gioco Byleth istruisce la propria classe nelle arti militari alternando lezioni teoriche e battaglie sul campo al fianco del cavalieri di Seiros, e nel corso di queste missioni gli studenti devono difendere più volte l'arcivescova Rhea da una fazione di sacerdoti eretici provenienti dal Faerghus; durante uno di questi scontri Byleth entra in possesso della Spada della Creazione, la Reliquia appartenuta al leggendario Nemesis, e scopre di portare il potentissimo Segno delle Fiamme, che si credeva estinto con la morte di Nemesis stesso. Ben presto diventa evidente che i sacerdoti ribelli sono manipolati da due fazioni fra loro alleate, dagli scopi ignoti: da un lato un signore della guerra mascherato noto come Imperatore Fiamma, dall'altro una setta di assassini e negromanti detti "serpi delle ombre", capaci di assumere le sembianze di altre persone e di compiere stregonerie legate al potere dei Segni. 
Man mano che le investigazioni sulla cospirazione procedono, Byleth ha modo di legare con i propri studenti e in particolare di apprendere le ambizioni personali di ciascun capo-classe: Claude dimostra di avere ricevuto un'educazione eterodossa, manifesta un certo disprezzo per il monopolio della Chiesa sulla cultura fòdlana, e in particolare si interroga sulla vera natura delle Reliquie e sul loro rapporto con i leggendari draghi sacri della Dea Progenitrice; Dimitri ammette di essere ancora traumatizzato dalla Tragedia del Duscur, in cui assistette impotente alla strage della sua famiglia, e di voler a tutti i costi rintracciare e punire i responsabili, nonché di essere un parente acquisito di Edelgard e del granduca Arundel (la madre di Edelgard, Anselma von Arundel, era stata ripudiata dall'imperatore Ionius e si era risposata con re Lambert); Edelgard confida a Byleth che dopo la Congiura dei Sette tutti i principi e le principesse imperiali furono sottoposti ad atroci stregonerie per potenziarne i Segni e solo Edelgard stessa ne è uscita viva e in salute, ma ora è sua precisa intenzione vendicarsi di chi l'ha seviziata e porre fine al privilegio delle famiglie portatrici di Segno; tale piano prende il via già alla fine dell'anno accademico, allorché l'imperatore Ionius abdica in favore della figlia e quest'ultima sottomette o fa arrestare i nobili traditori. 
Durante una missione Jeralt è assassinato dalle serpi delle ombre e Byleth eredita il diario del padre, dal quale apprende la verità sulla propria nascita: Jeralt e sua moglie Sitri (deceduta durante il parto) erano ambedue membri della Chiesa e Rhea compì senza permesso un rito magico sul loro bebè, impiantando nel suo cuore lo spirito della Dea Progenitrice, ovverosia di Sothis - il che spinse Jeralt alla fuga e all'anonimato, per impedire che l'infante divenisse una pedina della Chiesa. In cerca di vendetta, Byleth affronta a viso aperto alcuni capi delle serpi delle ombre, esponendosi alla loro potente magia nera, ma a quel punto Sothis si fonde con Byleth e conferisce all'insegnante dei poteri sovrumani, tali da spezzare le stregonerie delle serpi. Conscia che il suo piano per riportare la Dea sulla terra è quasi compiuto, Rhea cerca di sottoporre Byleth a un rito di apoteosi, ma la procedura viene interrotta da un attacco dell'Imperatore Fiamma; durante la battaglia questi viene smascherato e si rivela essere Edelgard, la quale sostiene che la Chiesa sia irrimediabilmente corrotta e responsabile di tutte le ingiustizie della società fòdlana. Se il giocatore ha scelto la classe delle Aquile Nere, a questo punto dovrà decidere se restare fedele alla Chiesa o disertare per unirsi all'Impero.
La prima fase si chiude con l'assedio al Garreg Mach portato dalle armate imperiali, in cui Byleth sarà a capo o degli aggressori o dei difensori; in ogni caso, durante la battaglia Rhea rivela di essere una mutaforma capace di tramutarsi in drago, si lascia intendere che Volkhard von Arundel sia il comandante in incognito delle serpi delle ombre, e Byleth finisce in coma per le proprie ferite, risvegliandosi cinque anni dopo in un Fòdlan sprofondato nella guerra.

#### Luna Azzurra (Fase di Guerra dei Leoni Blu)
Byleth si reca al Garreg Mach e vi ritrova un Dimitri logorato da lutti mai elaborati del tutto e da una feroce sete di vendetta verso l'Impero: subito dopo la caduta del monastero il granduca Rufus, zio e reggente di Dimitri, era stato assassinato dalla maga di corte Cornelia Arnim e quest'ultima aveva consegnato il Faerghus nelle mani di Edelgard, obbligando il legittimo re a darsi alla macchia per i successivi cinque anni. Byleth e Dimitri vengono raggiunti dagli altri ex-allievi dei Leoni Blu, che sin dallo scoppio della guerra si oppongono all'occupazione imperiale con l'appoggio delle casate rimaste leali alla dinastia Blaiddyd; Dimitri accetta di prendere il comando delle forze lealiste, ma, preda com'è di istinti autodistruttivi, posticipa la liberazione del Faerghus e intraprende una rischiosa invasione del territorio imperiale, sperando di attirare sul campo la sua sorellastra Edelgard per ucciderla con le proprie mani. L'invasione gode di relativo successo e l'Alleanza del Leicester accetta di supportare il Regno, ma lo scontro campale fra le tre fazioni si risolve in un bagno di sangue; tuttavia al termine della battaglia un'assassina imperiale cerca di uccidere Dimitri e uno dei suoi vassalli si sacrifica per salvarlo, e ciò finalmente riporta il re alla ragione. Dimitri conduce quindi le sue truppe nel Faerghus e libera il paese dal regime collaborazionista di Cornelia, dopodiché marcia in soccorso del Leicester e sconfigge personalmente Arundel; conscio che fra tensioni interne e perdite militari l'Alleanza è al limite del collasso, Claude la dissolve e ne riconsegna i territori al Faerghus. Dimitri inoltre appura che la Tragedia del Duscur fu attuata da nobili faerghusiani corrotti, preoccupati per le riforme sociali progettate da re Lambert, e fu probabilmente coordinata da spie imperiali, ovverosia gli stessi Cornelia e Arundel.
L'ormai ricostituito Regno può quindi attaccare in forze la capitale imperiale di Enbarr ed Edelgard, disperata, tenta il tutto per tutto e autorizza le serpi delle ombre a trasformarla in una mostruosa semidea; Dimitri e Byleth hanno comunque ragione di lei e le propongono la resa, ma l'imperatrice sceglie invece la morte per mano del suo fratellastro. Dimitri è incoronato sovrano del Sacro Regno di Fòdlan, Byleth prende le redini della Chiesa di Seiros, e assieme conducono il continente in un'era di pace e riforme.

#### Fiore Cremisi (Fase di Guerra delle Aquile Nere)
Byleth si reca al Garreg Mach e lo trova occupato dalla guardia personale di Edelgard, composta dagli ex-allievi delle Aquile Nere, e apprende che la guerra è in una situazione di stallo: le forze della Chiesa sono evacuate nel Regno e ne difendono saldamente i confini sotto la guida congiunta di Dimitri e Rhea, mentre l'Alleanza si mantiene in neutralità armata; in più l'esercito imperiale continua ad appoggiarsi segretamente alle serpi delle ombre, la cui totale mancanza di scrupoli disgusta Edelgard ogni giorno di più. Conscia che l'acume tattico di Byleth potrà essere risolutivo, Edelgard conduce i suoi soldati contro il Leicester in una vera e propria guerra lampo: Claude cade in battaglia o viene esiliato (a discrezione del giocatore) e senza la sua opposizione il partito filo-adrestiano dell'Alleanza accetta la sottomissione all'Impero. Con il fianco orientale ormai in sicurezza, le truppe imperiali attaccano in massa la poderosa fortezza faerghusiana di Arianrhod e durante l'assedio uccidono anche la maga Cornelia Arnim, un'agente sotto copertura delle serpi delle ombre; oltraggiato, il granduca Arundel bombarda Arianrhod con l'arma segreta delle serpi, i leggendari "giavellotti di luce", ma anziché lasciarsi intimorire Edelgard decide definitivamente di rompere l'alleanza fra le due parti. 
Dimitri e Rhea conducono le rispettive forze contro l'esercito imperiale, ma la loro approssimativa manovra a tenaglia viene facilmente intercettata e Dimitri stesso cade sul campo; ormai disperata per la morte dei suoi compagni e per il tradimento di Byleth, Rhea si barrica nella capitale faerghusiana di Fhirdiad, dà fuoco alla città e affronta l'Impero nella sua forma di drago, ma nessuno di questi espedienti impedisce a Byleth ed Edelgard di affrontarla e abbatterla – il che uccide anche la presenza di Sothis nel corpo di Byleth, che ritorna a essere un comune essere umano. Divenuta padrona del Fòdlan, Edelgard abolisce i privilegi nobiliari legati al possesso di Segni, implementa un sistema meritocratico e dichiara guerra alle serpi delle ombre.

#### Vento Verde (Fase di Guerra dei Cervi Dorati)
Byleth si reca al Garreg Mach, vi incontra i suoi ex-allievi dei Cervi Dorati e progetta assieme a loro una riscossa contro le forze imperiali, le quali hanno ormai annesso buona parte del Faerghus grazie a traditori interni e fomentano tensioni entro il Leicester. Su proposta di Claude, Byleth si mette al comando di un'armata mista composta da volontari dell'Alleanza e Cavalieri di Seiros, adotta come proprio vessillo il Segno delle Fiamme (presentandosi così come erede dell'autorità di Rhea), e attacca a sorpresa i soldati imperiali schierati al confine con l'Alleanza, disperdendoli; in tal modo il partito filo-imperiale dell'Alleanza si discioglie e l'intero paese si mobilita per invadere l'Impero; allo scontro campale fra Adrestia e Leicester partecipano anche i resti dell'esercito lealista del Faerghus, guidati da Dimitri in persona, ma questi ultimi vengono completamente sterminati. Le forze di Byleth dilagano quindi in territorio imperiale e ricevono un inatteso supporto dall'Almyra, un paese di cultura non fòdlana confinante con l'Alleanza e nemico acerrimo di quest'ultima; Claude spiega allora ai suoi compagni di voler rompere l'isolamento del Fòdlan e incentivare la circolazione pacifica di persone, merci e idee, e rivela fra le righe di essere lui stesso metà fòdlano e metà almyrano. La campagna contro l'impero termina con l'assedio di Enbarr, in cui Edelgard perisce e i soldati leicesteriani constatano oltre ogni ragionevole dubbio l'alleanza opportunistica fra l'impero e le serpi delle ombre; in particolare l'arcivescova Rhea, liberata dalle carceri imperiali, confessa che le serpi sono i resti del popolo agartheo, un'antica cultura che osteggiò la Dea Progenitrice nella più remota antichità, e che in realtà furono proprio gli Agarthei a creare i Segni e le Reliquie, come armi da scatenare contro Sothis e i draghi semidei suoi figli: i Segni sono il frutto della trasfusione di sangue draconico negli umani, le Reliquie sono armi fabbricate con le ossa e i cuori dei draghi stessi. Rhea rivela altresì di essere l'unica figlia della Dea sopravvissuta alle persecuzioni agarthee e di averli ferocemente combattuti a sua volta, assumendo il nome di Seiros e fondando la Chiesa. 
Deciso a portare nel Fòdlan una pace duratura, Claude utilizza della documentazione imperiale per condurre l'esercito a Shambala, la fortezza sotterranea degli Agarthei, e qui l'armata di Byleth affronta Thales, il comandante supremo delle serpi (vera identità di Volkhard von Arundel): la battaglia volge a favore del Leicester e Thales, in punto di morte, cerca invano di prevalere scatenando sul nemico i leggendari "giavellotti di luce" agarthei, con l'unico risultato di distruggere completamente Shambala. I pochi agarthei superstiti ricorrono quindi alla loro ultima risorsa: i cadaveri preservati e rianimati di Nemesis e dei suoi dieci Campioni (dipinti dalla Chiesa come seguaci di Seiros, in realtà scagnozzi di Nemesis stesso), che subito marciano contro il Garreg Mach. Byleth e Claude hanno però ragione anche di quest'ultima minaccia e finalmente istituiscono il Regno Unito del Fòdlan, uno stato cosmopolita e crocevia di popoli e culture.

#### Neve Argentea (Fase di Guerra della Chiesa)
Dopo aver ripreso i sensi, Byleth scopre che Rhea è stata catturata dalle forze imperiali. Si ricongiunge col suo secondo in comando, Seteth, assieme ai suoi compagni delle Aquile Nere, e insieme si preparano per affrontare l'Impero dopo aver ricevuti rinforzi da Judith, una nobile dell'Alleanza. Dopo che Claude è costretto alla ritirata e Dimitri muore a causa dell'attacco imperiale di Edelgard, Byleth guida il contrattacco e conquista un forte, che viene però distrutto. Dopo essere stata sconfitta, Edelgard si fa uccidere da Byleth e Rhea viene salvata, con la scoperta del quartier generale delle Serpi dell'ombra. Rhea rivela di essere una dei Figli della Dea Sothis, e che Byleth è parte dei suoi sforzi millenari di riportarla in vita, ma durante un esaurimento nervoso, perde il controllo dei suoi poteri draconici e si trasforma in una bestia nota come la Purissima e deve essere fermata. Se Rhea e Byleth hanno un livello di sostegno A, sopravvivrà, altrimenti morirà per le sue ferite. In ogni caso, Byleth diventa il nuovo arcivescovo della Chiesa di Seiros.

### Personaggi
Alcuni personaggi sono esclusivi di percorsi con determinate casate, come i capicasa e i loro secondi in comando tranne Hilda.

#### Aquile Nere
Le Aquile Nere sono associate all'ascia e alla magia, con tre personaggi incentrati sulla magia anziché due. La capocasa è Edelgard.
- Edelgard von Hresvelg: Edelgard è l'erede al trono dell'Impero Adestriano. Durante la sua infanzia conobbe il suo fratellastro, Dimitri, ma a causa di una congiura di nobili, lei e i suoi dieci fratelli vennero imprigionati e rimasero vittima di esperimenti per impiantare loro un Segno, il Segno delle Fiamme maggiore. Edelgard sopravvisse, con questo Segno che si aggiunse a quello che già aveva, il Segno minore di Seiros, e questa esperienza la lasciò con un profondo odio verso la Chiesa, con il desiderio di rovesciarla con la forza e abolire il suo sistema, ed è disposta anche a iniziare una guerra mondiale o avere a che fare con persone amorali che includono anche i suoi nemici, le Serpi dell'ombra, per imporre i suoi ideali. Nel corso della fase dell'Accademia, assume l'identità dell'Imperatore Fiamma, che causa anche non pochi problemi di comunicazione nel suo gruppo. A parte la storia delle Aquile Nere, è un antagonista, specialmente nella storia dei Leoni Blu. La sua arma leggendaria è l'ascia Amyr, e ha punti di forza in spada, ascia, comando e armatura pesante, con l'ascia come sua arma favorita e un talento nascosto nella ragione, mentre le sue debolezze sono con l'arco e la fede. È doppiata da Tara Platt.

- Hubert von Vestra: Il tattico delle Aquile Nere e il secondo in comando di Edelgard. Calmo e calcolatore, ma anche sinistro, tende ad agire alle spalle di Edelgard quando si tratta di aiutarla nei suoi ideali. Specializzato nelle magie oscure, Hubert ha punti di forza nell'arco, nella magia nera e nel comando, con debolezze nell'ascia, nella fede e nel volo, e ha un talento nascosto nella lancia. È doppiato da Robbie Daymond.

- Petra Macneary: Petra viene dalle Brigid, un arcipelago a ovest dell'Impero Adestriano con un proprio regno che ora è vassallo dell'Impero stesso, e il re è morto a causa di una guerra civile. Anche se vive nelle province imperiali come popolana, è la principessa delle Brigid, dato che suo nonno è il re. Non conosce molto bene la lingua di Fodlan, ma dà il massimo in tutto ciò che fa e detesta la discriminazione. La sua arma preferita è la spada, e oltre ad essa, i suoi punti di forza sono nell'ascia, nell'arco e nel volo, con debolezze in ragione e fede. È doppiata da Faye Mata.

- Linhardt von Hevring: Figlio del conte di Hevring, Linhardt è molto intelligente, ma è pigro, odia combattere, soffre di emofobia e spesso si addormenta quando qualcosa lo annoia. È interessato nella segnologia ed è migliore amico di Caspar, che conosce da quando erano bambini. Linhardt è specializzato nelle magie curative, con punti di forza in ragione e fede, ma debolezze in ascia e pugni. Ha il Segno minore di Cethleann. È doppiato da Chris Patton.

- Dorothea Arnault: L'unica studentessa delle Aquile Nere ad non essere una nobile o una reale, Dorothea è figlia di una dama di compagnia dell'Impero, ma visto che era nata senza un Segno, suo padre, forse un nobile, cacciò sia lei che la madre da casa. Visto che la madre morì di malattia, Dorothea visse per strada, dove sviluppò una bellissima voce di canto, e un giorno incontrò una star dell'opera, Manuela, diventando una cantrice. A causa delle sue pessime esperienze con i nobili, tende a essere pregiudicata verso di loro, come ad esempio verso Ferdinand, che incontrò da bambina ma che le lasciò una brutta impressione a causa di un fraintendimento, ma cerca di vedere tutti come pari e spera di trovare un uomo nobile con cui stare insieme. È la seconda maga nera delle Aquile Nere e ha punti di forza in spada e magia nera, con debolezze in fede, che è anche il suo talento nascosto, equitazione e volo. È doppiata da Allegra Clark.

- Caspar von Bergliez: Secondo figlio della casata Bergliez, Caspar non ha segni e non è l'erede, ma vuole mettersi in mostra allenandosi per diventare forte come suo padre. Adora combattere e ha un forte senso di giustizia, ma è anche una testa calda. Amico d'infanzia di Linhardt. Caspar ha punti di forza nell'ascia, la sua arma preferita, e nei pugni, con debolezze nell'arco, nella ragione e nel comando. È doppiato da Benjamin Diskin.

- Ferdinand von Aegir: Figlio del duca di Aegir, il primo ministro imperiale. Ferdinand odia perdere è molto competitivo, specialmente quando si tratta Edelgard. Dato che suo padre è corrotto, si sforza sempre di essere un nobile degno di esserlo. Ha il Segno minore di Cichol. L'arma preferita di Ferdinand è la lancia, e non ha debolezze, con punti di forza in spada, lancia, ascia ed equitazione, con un talento nascosto nell'armatura pesante. È doppiato da Billy Kametz.

- Bernadetta von Varley: Figlia del duca di Varley, ha passato un'infanzia infelice a causa di suo padre, che voleva potere politico, la maltrattava, vedendola solo come una donna da far sposare a un nobile per potere personale e le proibì anche di socializzare con i popolani: quando Bernadetta fece amicizia con un ragazzo popolano, Yuri, scoprì il giorno dopo che era stato picchiato fino a quasi venire ucciso. Queste terribili esperienze l'hanno resa una ragazza estremamente timida e antisociale, con manie di persecuzione e con la tendenza a chiudersi in camera, ma si sente a suo agio con le persone che le ricordano suo zio morto. È anche brava a cucinare. Bernadetta ha il Segno minore di Indech, associato all'arco Inestinguibile. Bernadetta ha come arma preferita l'arco, che è il suo punto forte assieme alla lancia, e un talento nascosto nell'equitazione, con debolezze nella spada, nei pugni e nell'armatura pesante. È doppiata da Erica Mendez.

#### Leoni Blu
I Leoni Blu hanno ideali cavallereschi e favoreggiano la lancia, ma non hanno uno stratega delicato. Il capocasa è Dimitri.
- Dimitri Alexandre Blaiddyd: Il principe di Faerghus e fratellastro di Edelgard, a cui diede un pugnale quando lei tornò a casa. Dimitri è un giovane cavalleresco, ma è traumatizzato da un evento noto come la Tragedia del Duscur, in cui suo padre e diverse persone, compreso il suo amico Glenn, morirono, il che lo lasciò con l'incapacità di percepire i sapori, episodi di psicosi, una sete di sangue in battaglia che non sempre riesce a controllare e con un profondo odio verso Edelgard perché in quel periodo si era associata con i nobili responsabili del massacro, tra cui la maga di corte Cornelia, proveniente dall'Impero, cosa poi peggiorata quando scoprì che Edelgard era l'Imperatore Fiamma. Alle sue manifestazioni di follia per questi eventi si aggiunsero ancora più traumi nel corso dei cinque anni di coma di Byleth: a causa di una congiura di Cordelia, Dimitri perde il trono con l'accusa di aver ucciso suo zio Rufus, il reggente, viene imprigionato, il suo secondo in comando Dedue si sacrifica per salvarlo, venendo creduto morto da tutti, e una ferita gli fa perdere la vista da un occhio, eventi che lo rendono spietato e assetato di vendetta, ma allo stesso tempo anche autodistruttivo e solitario, isolandosi dagli altri. Nel corso della storia dei Leoni Blu, deve imparare a superare i fantasmi del suo passato, cosa che accade dopo la morte di Rodrigue, il suo mentore, riprendersi il suo regno e affrontare i suoi traumi senza venirne sopraffatto per diventare un vero re con l'aiuto di Byleth. L'arma preferita di Dimitri è la lancia, il suo punto di forza assieme alla spada e al comando, con un talento nascosto nell'equitazione e debolezze nell'ascia e nella ragione, e può usare la lancia leggendaria Areadbhar, associata al suo Segno, il Segno minore di Blaiddyd. È doppiato da Chris Hackney.

- Dedue Molinaro: Un popolano della regione del Duscur figlio di un fabbro, è tra i pochi sopravvissuti al massacro che si verificò qui. È il secondo in comando di Dimitri ed è disposto a fare di tutto per lui perché gli ha salvato la vita. Durante il time-skip si sacrifica per permettere a Dimitri di scappare dopo la congiura di Cordelia e scompare, ma ritorna vivo. Dedue può risultare intimidatorio per la sua stazza e il suo atteggiamento serio, ma è calmo e gentile e ama il giardinaggio. È anche un ottimo cuoco. La sua arma preferita è l'ascia, che è il suo punto di forza assieme alla lancia, ai pugni e all'armatura pesante, con debolezze nella ragione, nell'equitazione e nel volo. È doppiato da Ben Lepley.

- Sylvain Jose Gautier: Erede della casata di Gautier e amico di Dimitri. È come un fratello maggiore per i suoi compagni di classe, ma ha anche una passione per le belle donne: anche se ha dei requisiti da soddisfare per poterlo reclutare, può essere reclutato subito se si usa Byleth femmina. Sylvain odia come il sistema dei Segni influenza i nobili di Fodlan: ha un fratello maggiore, Miklan, che è stato diseredato perché non ha un Segno e tentò spesso di ucciderlo per gelosia, e in più, nonostante la sua passione per le donne, non vuole che le ragazze lo frequentino solo perché ha un Segno, cosa che lo induce a lasciarle. Ha punti di forza nella lancia, nell'ascia e nell'equitazione, con talento nascosto nella ragione, e la sua unica debolezza è l'arco. Sylvain ha il Segno minore di Gautier, che gli permette di usare la Lancia della Distruzione al massimo potenziale. È doppiato da Joe Brogie.

- Ingrid Brandl Galatea: Figlia del conte di Galatea e amica di Dimitri e Sylvain. Il suo promesso sposo, Glenn, è morto nella Tragedia del Duscur. Ingrid ha una natura seria e aspira a diventare una vera cavaliera, sia per la sua ammirazione verso i cavalieri, sia in onore di Glenn, ma tende anche a distrarsi quando si tratta di mangiare. Ha il Segno minore di Daphnel, associato con la lancia Lùin. Ingrid non ha debolezze, con punti di forza in spada, lancia, che è la sua arma preferita, equitazione e volo. È doppiata da Brittany Cox.

- Felix Hugo Fraldarius: Il secondo figlio di Rodrigue, ha perso il fratello maggiore Glenn (che è anche il fidanzato di Ingrid) nella Tragedia del Duscur, e questo evento lo lasciò molto amareggiato riguardo agli ideali del Sacro Regno di Faerghus. Felix è distante e si concentra solo sulla sua forza e sulla sua abilità con la spada, oltre che a essere molto cinico anche riguardo Dimitri per i suoi traumi, a volte riferendosi a lui come un "cinghiale feroce". Non ama i dolci. La sua arma preferita è la spada, suo punto di forza assieme all'arco e ai pugni, mentre le sue debolezze sono in comando e in ragione, che però è anche un suo talento nascosto. Felix ha un Segno maggiore di Fraldarius, associato con la Spada di Moralta, ed esso gli permette di ottenere Ultradifesa ed Egida se equipaggia lo scudo associato a questo, lo Scudo Egida. È doppiato da Lucien Dodge.

- Mercedes von Martritz: Figlia del barone Martritz, che però morì prima della sua nascita, ha avuto un'infanzia difficile. Sua madre, una popolana, si risposò con il barone Martels, ma quando ebbe un figlio con un Segno, Emile, lui considerò il suo compito finito, e di conseguenza, Mercedes e sua madre scapparono a Faerghus su richiesta di Emile, finché un giorno, il patrigno cercò di sposare la figliastra perché la moglie era entrata in menopausa e non poteva più avere figli, cosa che lo mandò su tutte le furie, lo condusse a uccidere tutti i Martels e diventare il Cavaliere Infernale Jeritza. Fu poi adottata da un mercante che cercò di farla sposare perché aveva un Segno, il Segno minore di Lamine. Mercedes si recò nella capitale Fhirdiad e si iscrisse alla scuola di magia, dove incontrò Annette, la sua migliore amica, che spesso la soprannomina "Mercie". La più grande tra gli studenti del monastero, a 22 anni, Mercedes è premurosa e materna, ma anche determinata ad agire secondo la sua volontà. È la specialista delle magie curative e ha punti di forza in ragione e fede, con un talento nascosto nell'arco, e debolezze in spada, lancia, ascia e armatura pesante. Ama le storie di fantasmi e fare i dolci ed è molto religiosa, ma non ama esercitarsi e tende a essere un po' maldestra. Il suo Segno è associato con l'arco di Tathlum. È doppiata da Dorothy Elias-Fahn.

- Annette Fantine Dominic: Figlia di Gustave, cavaliere del regno, e nipote del barone Dominic, è la migliore amica di Mercedes, che la soprannomina "Annie", e ha studiato assieme a lei alla scuola di magia, diplomandosi con ottimi voti. È una perfezionista allegra, ma a volte tende a spingersi troppo oltre. È una pessima cuoca, con la tendenza a causare esplosioni in cucina, ed è maldestra, inciampando sui barili. Annette ha un rapporto difficile col padre, che ha lasciato la sua famiglia per la vergogna dei suoi fallimenti. La si sente spesso canticchiare. La specialista di magie offensive, Annette ha punti di forza nelle asce, nella ragione e nel comando, mentre le sue debolezze sono nell'arco e nell'armatura pesante. Ha il Segno minore di Dominic, che le permette di usare al massimo potenziale l'ascia Frantumatore. È doppiata da Abby Trott.

- Ashe Hubert: Un popolano adottato da Lonato, lord di Gaspard, ha lavorato nel ristorante di suo padre in gioventù, ma dopo la morte dei suoi genitori, si è rivolto al furto per supportare i suoi fratelli. Ashe è ottimista e pone molta importanza nel seguire i propri sogni. È un bravo cuoco e ama nuotare. La sua arma preferita è l'arco, suo punto di forza assieme all'ascia, e ha anche un talento nascosto per la lancia, mentre la sua unica debolezza è la ragione. È doppiato da Shannon Mckain.

#### Cervi Dorati
I Cervi Dorati sono particolarmente associati all'arco, e hanno anche più popolani rispetto alle altre case. Il capocasa è Claude.

## Modalità di gioco
Fire Emblem: Three Houses è un videogioco di ruolo in cui i giocatori controllano un personaggio del gioco il cui sesso e nome vengono scelti all'inizio del gioco.
Nel gioco si veste i panni di un maestro che deve insegnare ai propri studenti come raggiungere il loro pieno potenziale in guerra, il gioco alterna quindi lezioni al monastero Garreg Mach con battaglie dove bisogna muovere le proprie unità su una griglia per sconfiggerne altre.
Ad ogni unità è assegnata una classe che può essere personalizzata. Sebbene i personaggi abbiano abilità iniziali che conferiscono loro una classe, possono essere insegnate abilità aggiuntive che alterano la loro classe. I cambi di classe si verificano con la "certificazione" di uno studente con alcuni prerequisiti consigliati per avere maggiori possibilità di superare l'esame di certificazione corrispondente, e per farlo deve avere un livello in abilità su certe competenze sufficientemente alto, il che varia in base alla classe. Per ottenere una certificazione su qualsiasi personaggio bisogna avere almeno il 30% di possibilità di passare e sono necessari dei sigilli, ottenibili al mercato. Se un personaggio ha soddisfatto tutti i requisiti per l'esame, sarà promosso alla classe scelta, altrimenti la possibilità scende in base al distacco verso gli obiettivi, con la fortuna del personaggio che ne limita la riduzione. Dopo abbastanza scontri in una classe, essa verrà perfezionata, apprendendo una nuova abilità. Il Triangolo delle armi è inesistente in questo gioco, ma esistono al suo posto delle abilità che influiscono sull'abilità del personaggio nell'uso di determinate armi, e i personaggi hanno una maggiore affinità per certe materie, ossia l'uso di determinate armi o per un certo tipo di classe come le unità volanti o gli armigeri. Esse sono undici: spada, lancia, ascia, arco, pugni, ragione (magia nera), fede (magia bianca), comando, armatura pesante, equitazione e volo. Queste ultime non crescono in modo naturale dopo i combattimenti se il personaggio non è di una classe con quel parametro, ma devono essere sviluppate tramite le lezioni o i compiti di gruppo. Gli studenti iniziano come nobili o popolani, che possono usare fin da subito le magie, ma una volta cambiato classe, non potranno usarle a meno che non siano in una classe definita magica. Le frecce blu indicano i punti di forza, mentre quelli rossi le debolezze. Tre stelle invece indicano una materia per la quale il personaggio ha un alto potenziale e che diventerà un punto di forza se sviluppata tramite sufficienti sessioni private, il che si svilupperà sotto forma di un'abilità. Se un personaggio ha una forza in una padronanza, essa cresce più velocemente e in modo più efficiente, ma più lentamente se è in una debolezza. Per esempio, Lysithea, la maga nera dei Cervi Dorati, ha punti di forza in ragione, fede e comando, ma le sue debolezze sono spada, lancia, ascia e armatura pesante, con un talento nascosto per la spada. Man mano che le competenze migliorano, i personaggi sbloccano abilità o tecniche affiliate con un'arma, che sono più potenti ma riducono più velocemente la durabilità delle armi, che possono essere comunque riparate al monastero, o nuove magie se sviluppate le competenze magiche, con liste di incantesimi che cambiano in base al personaggio. Vengono invece introdotti i battaglioni di unità, che possono essere evocati se l'abilità in comando è sufficientemente alta, e le unità volanti possono evocare solo battaglioni di unità volanti, mentre le altre unità possono usare ogni battaglione. I battaglioni possono salire di livello per diventare più efficaci e servono per usare gli stratagemmi, con vari usi, e l'efficacia di battaglioni e stratagemmi è maggiore se chi li ha chiamati ha alto carisma. Determinati personaggi hanno anche i segni, che rappresentano potere che ricevono dalla dea Sothis. Questo fornisce a quei personaggi una possibilità di causare un certo effetto o di brandire le armi sacre senza subire danni, e chi ha il segno compatibile con quest'arma ha accesso a una tecnica esclusiva associata a tale arma. I segni possono essere maggiori o minori e sono ereditari, in modo simile al Sangue Sacro in Fire Emblem: Genealogy of the Holy War, ma è possibile ottenere anche un oggetto che rappresenta questi segni, e in base ai segni o all'oggetto, la possibilità che l'effetto speciale si verifichi aumenta. Nella seconda metà del gioco, gli studenti delle altre case rispetto a quella scelta saranno nemici, ma nella prima parte, il protagonista Byleth può reclutarli se una statistica e una competenza che interessa allo studente sono sufficienti, e tramite regali o inviti a prendere il tè è possibile aumentare il livello di sostegno, il che riduce i requisiti, ma alcuni personaggi non possono avere il sostegno B con Byleth fino a dopo il timeskip di cinque anni.

## Pubblicazione
Nintendo ha annunciato nel gennaio 2017 durante un Nintendo Direct che un nuovo gioco di Fire Emblem era in fase di sviluppo per Nintendo Switch, con una data di uscita prevista per il 2018. La pubblicazione della versione dichiarata venne però spostata all'inizio del 2019, ma il nome del gioco è stato annunciato e vennero mostrate le riprese video all'E3 2018. A febbraio 2019, il gioco è stato presentato in un altro Nintendo Direct che mostrava nuovi dettagli sul gioco e sulla storia, incluso un secondo ritardo con la data di uscita del gioco che cadeva il 26 luglio 2019 con la conferma del co-sviluppatore.

## Accoglienza
| Testata                          | Giudizio |
| -------------------------------- | -------- |
| Metacritic (media al 10-11-2020) | 89/100   |
| Famitsū                          | 37/40    |
| Game Informer                    | 9.5/10   |
| GameSpot                         | 9/10     |
| GamesRadar+                      | 5/5      |
| IGN                              | 9,5/10   |
| Nintendo World Report            | 8/10     |

Fire Emblem: Three Houses ha ricevuto in generale recensioni molto favorevoli con un punteggio complessivo di 89/100 su Metacritic, sulla base di 101 recensioni. Secondo il sito, è il quarto gioco Switch con il punteggio più alto del 2019 e l'esclusiva Switch con il punteggio più alto.
I quattro revisori della rivista giapponese Famitsū hanno tutti elogiato il videogioco dando un punteggio perfetto di un 10 e tutti gli altri un 9. Martin Robinson di Eurogamer ha detto che "è davvero un gioco a due metà, ma che si uniscono per creare un insieme incredibile" mentre Kimberley Wallace, scrivendo per Game Informer, ha elogiato l'ambizione del gioco e la volontà di correre dei rischi rispetto alla formula originale della serie.

### Vendite
Fire Emblem: Three Houses è stato il gioco più venduto durante la sua prima settimana di vendita al dettaglio in Giappone, con 143 130 copie vendute. Il gioco è stato anche il gioco fisico più venduto nel Regno Unito quella stessa settimana, vendendo il doppio del secondo, Wolfenstein: Youngblood.  SuperData Research ha stimato che Three Houses abbia venduto 800 000 copie digitali tramite l'eShop di Nintendo Switch nel mese di lancio di luglio 2019. Secondo la classifica dei giochi più venduti per il mese di luglio negli Stati Uniti stilata da NPD Group, Fire Emblem: Three Houses era al secondo posto contando solo le vendite fisiche. A marzo 2020, il gioco ha venduto 2,87 milioni di copie in tutto il mondo, diventando così il singolo gioco più venduto della serie Fire Emblem.

### Premi
| Anno | Premio                           | Categoria                                   | Esito           | Fonte         |
| ---- | -------------------------------- | ------------------------------------------- | --------------- | ------------- |
| 2019 | Game Critics Awards              | Miglior gioco di strategia                  | Candidato/a     | [ 21 ]        |
| 2019 | 2019 Golden Joystick Awards      | Miglior Storytelling                        | Candidato/a     | [ 22 ] [ 23 ] |
| 2019 | 2019 Golden Joystick Awards      | Gioco dell'Anno Nintendo                    | Candidato/a     | [ 22 ] [ 23 ] |
| 2019 | 2019 Golden Joystick Awards      | Gioco dell'Anno Definitivo                  | Candidato/a     | [ 22 ] [ 23 ] |
| 2019 | Titanium Awards                  | Miglior RPG                                 | Candidato/a     | [ 24 ]        |
| 2019 | The Game Awards 2019             | Miglior gioco di strategia                  | Vincitore/trice | [ 25 ] [ 26 ] |
| 2019 | The Game Awards 2019             | Player's Voice Award                        | Vincitore/trice | [ 25 ] [ 26 ] |
| 2020 | 23° Annual D.I.C.E. Awards       | Gioco dell'Anno di Strategia/Simulazione    | Vincitore/trice | [ 27 ] [ 28 ] |
| 2020 | NAVGTR Awards                    | Miglior Animazione, Miglior stile Artistico | Candidato/a     | [ 29 ] [ 30 ] |
| 2020 | NAVGTR Awards                    | Miglior Design dei costumi                  | Candidato/a     | [ 29 ] [ 30 ] |
| 2020 | NAVGTR Awards                    | Miglior programmazione                      | Candidato/a     | [ 29 ] [ 30 ] |
| 2020 | NAVGTR Awards                    | Miglior Game Design, Miglior Franchise      | Candidato/a     | [ 29 ] [ 30 ] |
| 2020 | NAVGTR Awards                    | Miglior gioco, Miglior gioco di Strategia   | Vincitore/trice | [ 29 ] [ 30 ] |
| 2020 | Famitsū Dengeki Game Awards 2019 | Gioco dell'Anno                             | Candidato/a     | [ 31 ]        |
| 2020 | Famitsū Dengeki Game Awards 2019 | Miglior Scenario                            | Candidato/a     | [ 31 ]        |
| 2020 | Famitsū Dengeki Game Awards 2019 | Miglior RPG                                 | Candidato/a     | [ 31 ]        |

## Eredità
I personaggi di Three Houses sono stati aggiunti come unità giocabili nel gioco mobile Fire Emblem Heroes poco dopo l'uscita del gioco. Un costume basato su Three Houses è stato incluso nel porting per Nintendo Switch di Tokyo Mirage Sessions ♯FE.  Byleth appare inoltre come personaggio giocabile nel picchiaduro crossover del 2018 Super Smash Bros. Ultimate, inserito sotto forma di contenuto scaricabile il 28 gennaio 2020. Entrambe le versioni maschili e femminili di Byleth sono presenti come costumi alternativi per il personaggio, i cui attacchi sono basati sulle quattro delle armi presenti in Three Houses, e durante l'esecuzione dello Smash finale di Byleth appare anche la dea Sothis. Assieme ad esso è stato incluso anche il Monastero di Garreg Mach come nuovo scenario, oltre a una selezione di undici brani musicali di Three Houses. Un'amiibo di Byleth è stata resa disponibile il 26 marzo 2021.
Inoltre è disponibile dal 24 giugno 2022 anche uno spin-off, chiamato Fire Emblem Warriors: Three Hopes , che presenta la maggior parte dei personaggi di Fire Emblem: Three Houses con nuovi design, ma anche alcuni vecchi con le medesime apparenze, ed un nuovo protagonista. Vi è uno stile di combattimento totalmente diverso che presenta minori elementi strategici per lasciare spazio ad un hack and slash.